# Carsten Lund
Carsten Lund (* 1. Juli 1963) ist ein US-amerikanischer Informatiker.
Lund wurde 1991 an der University of Chicago bei Lance Fortnow und László Babai promoviert (The Power of Interaction). Er forscht an den AT&T Laboratories in Florham Park (New Jersey), wo er sich unter anderem mit der Bewältigung des Informationsflusses in Internet-Netzwerken beschäftigte (Internet Traffic Engineering).
Ausgehend von seiner Doktorarbeit und in Zusammenarbeit mit seinen Lehrern Babai und Fortnow bewies er Anfang der 1990er Jahre Sätze über die von Interaktiven Beweissystemen (mit PCP´s) beweisbaren Probleme der Komplexitätstheorie. Dies führte später in den 1990er Jahren zum Beweis des PCP-Theorems. 2001 erhielt er den Gödel-Preis für seine Beteiligung an dieser Entwicklung.
2005 gewann er die Science and Technology Medal von AT&T.